# Taloga
Taloga is een plaats (town) in de Amerikaanse staat Oklahoma, en valt bestuurlijk gezien onder Dewey County.

## Demografie
Bij de volkstelling in 2000 werd het aantal inwoners vastgesteld op 372.
In 2006 is het aantal inwoners door het United States Census Bureau geschat op 354, een daling van 18 (-4,8%).

## Geografie
Volgens het United States Census Bureau beslaat de plaats een oppervlakte van
1,3 km², geheel bestaande uit land. Taloga ligt op ongeveer 521 m boven zeeniveau.

## Plaatsen in de nabije omgeving
De onderstaande figuur toont nabijgelegen plaatsen in een straal van 32 km rond Taloga.